# Matsucoccus massonianae
Matsucoccus massonianae är en insektsart som beskrevs av Young 1976. Matsucoccus massonianae ingår i släktet Matsucoccus och familjen pärlsköldlöss. Inga underarter finns listade i Catalogue of Life.